# 1956年夏季奧林匹克運動會棒球比賽
1956年夏季奧林匹克運動會棒球比賽於12月1日在澳洲墨爾本舉行，再度以表演賽的形式出現於奧運會。本屆僅有一場美國對戰澳洲的比賽，最終在6局的比賽中，美國隊以11比5擊敗澳洲隊。

## 比賽陣容
美國隊由美軍遠東司令部的軍人所組成，而澳洲隊則是由國內的頂尖業餘球員所組成。許多澳洲謝菲爾德盾的板球球員，雖然擅長棒球運動並且作為冬季運動，但卻因此被認定為「職業」球員，而無法入選澳洲隊。
不同於1912年奧運棒球的瑞典隊借用美國隊的4名球員，本屆澳洲隊自行組建了一支完整的球隊，也是奧運史上首次。

## 特殊規則
由於比賽場地周圍有跑道，且稍晚仍要進行田徑比賽，因此為了避免球員鞋釘傷及比賽場地，右外野僅有225英呎。若球被擊出後落在跑道上，即為全壘打；若球由外野滾至跑道上，則為場地二壘安打。

## 入場觀眾
由於比賽並未有太多宣傳，因此比賽最初入場觀眾僅有數千人。然而由於稍晚仍有其他田徑比賽，因此觀眾陸續進場，根據當時美國媒體的報導，約有114000名觀眾入場，打破了當時單場棒球比賽最多觀眾的紀錄。然而當時墨爾本板球場可容納的觀眾數僅為104000，而官方的售票紀錄也僅為86425人，因此當初的美國媒體報導應為誤植。

## 賽事結果
| 美国                                          | 2 | 0 | 4 | 0 | 2 | 3 | 11 |
|                                               | 0 | 1 | 0 | 0 | 1 | 3 | 5  |
| 全壘打： 美國：Vane Sutton 澳洲：Norman White |   |   |   |   |   |   |    |

## 外部連結
- 1956年夏季奧林匹克運動會棒球比賽在台灣棒球維基館上的頁面（繁體中文）